# Иртыш (мужской баскетбольный клуб)
«Иртыш» (каз. Epтic) — казахстанский баскетбольный клуб из города Павлодар. В настоящее время выступает в Высшей лиге Казахстана.

## Результаты выступлений

### Чемпионат Казахстана
| Сезон   | Соревнование | Место | Главный тренер                         |
| ------- | ------------ | ----- | -------------------------------------- |
| 2014/15 | Высшая лига  | 6     | Надежда Степанова                      |
| 2015/16 | Высшая лига  | 8     | Владимир Васильев / Жулдыз Байдусенова |
| 2016/17 | Высшая лига  | 9     | Жулдыз Байдусенова                     |
| 2017/18 | Высшая лига  | 8     | Николай Куркин                         |
| 2018/19 | Высшая лига  | -     | Николай Куркин                         |